# Chromolaena maximiliani
Chromolaena maximiliani là một loài thực vật có hoa trong họ Cúc. Loài này được (Schrad. ex DC.) R.M.King & H.Rob. mô tả khoa học đầu tiên năm 1981.